# Starship Integrated Flight Test 2
Starship Integrated Flight Test 2, (IFT-2) – drugi test w locie rakiety nośnej Starship wyprodukowanej przez amerykańską firmę SpaceX. Test został przeprowadzony 18 listopada 2023 roku, w teście użyto boostera Super Heavy oznaczonego numerem 9 oraz Shipa 25.
Głównym celem testu było doprowadzenie rakiety Starship do momentu separacji metodą hot stage'ingu, w której drugi stopień rakiety uruchamia silniki rakietowe przed rozłączeniem się stopni, a nie tuż po niej. Po przeprowadzeniu separacji statek kosmiczny Ship miał osiągnąć orbitę transatmosferyczną, podczas gdy pierwszy stopień rakiety miał spróbować wodować na wodach Zatoki Meksykańskiej.
Ostatecznie Starship pomyślnie wzniósł się przy pomocy wszystkich 33 silników rakietowych Raptor, przeszedł pomyślnie rozłączenie, ale eksplodował podczas ponownego uruchamiania silników. Ship kontynuował lot przez ponad 8 minut, osiągając wysokość 149 kilometrów, pod koniec wykonywanego manewru wypuścił nadmiar ciekłego tlenu, co spowodowało pożar i utratę statku.
Federalna Administracja Lotnicza wydała oświadczenie stwierdzające, że podczas lotu wystąpiła anomalia. Federalna Komisja Łączności uznała lot za porażkę i wykorzystała to jako uzasadnienie odrzucenia konstelacji satelitarnej Starlink jako kwalifikującej się do dużych dotacji przeznaczonych na rozwój internetu szerokopasmowego na amerykańskich obszarach wiejskich.

## Tło
Pierwszy test całej rakiety Starship zakończył się zniszczeniem jej obu stopni przed ich separacją. W wyniku startu uszkodzeniu uległo stanowisko startowe i jego otoczenie.

### Opinie przed lotem

#### Śledztwo FAA
Po pierwszym niepomyślnym locie rakiety Starship Federalna Administracja Lotnictwa zażądała od SpaceX przeprowadzenia dochodzenia w sprawie nieszczęśliwego wypadku, w wyniku którego przyszłe loty rakiety Starship zostały wstrzymane do czasu uzyskania wyniku dochodzenia. Federalna Administracja Lotnictwa ogłosiła również, że będzie monitorować sprzątanie oraz usuwanie szczątków rakiety Starship. 15 maja SpaceX złożyło wniosek do Federalnej Komisji Łączności o zgodę na drugi lot rakiety Starship w okresie od 15 czerwca do 15 grudnia 2023 roku przy wykorzystaniu Boostera 9 i Shipa 25.
Federalna Administracja Lotnictwa zamknęła dochodzenie 8 września 2023 roku, jednocześnie informując, że SpaceX będzie musiało wdrożyć najpierw „działania naprawcze, które mają wpływ na bezpieczeństwo publiczne” i wystąpić o modyfikację licencji do Federalnej Administracji Lotnictwa, która uwzględnia „wymogi regulacyjne Federalnej Administracji Lotnictwa dotyczące bezpieczeństwa publicznego i innych wymogów środowiskowych”. Federalna Administracja Lotnictwa ogłosiła również, że pełny raport z dochodzenia nie zostanie opublikowany publicznie ze względu na zawartą w nim poufną treść.
Przed drugim lotem rakiety Starship wiceprezes SpaceX i były inżynier NASA Bill Gerstenmaier wygłosił w Senacie Stanów Zjednoczonych oświadczenie na temat znaczenia innowacji w świetle "strategicznej konkurencji ze strony podmiotów państwowych, takich jak Chiny". Powiedział, że SpaceX ma kontrakt z NASA na wykorzystanie statku Starship HLS do lądowania amerykańskich astronautów na powierzchni Księżyca przed Chinami oraz, że kampania lotów testowych Starshipa była wstrzymywana przez „przeszkody regulacyjne i niepotrzebną biurokrację”. 

#### Opinia FWS
Do września 2023 roku Fish and Wildlife Service nie rozpoczęła formalnego przeglądu zmian przeprowadzonych przez SpaceX, a biorąc pod uwagę 135-dniowy okres przeglądu, start mógł zostać przełożony na 2024 rok. 19 października 2023 roku Fish and Wildlife Service przeprowadziło badanie obszaru wokół Starbase, a konsultacje z Federalną Administracją Lotnictwa przedłużono do listopada 2023 roku. Fish and Wildlife Service dokonało także przeglądu zmian w platformie startowej, zwłaszcza w  zamontowanym deflektorze płomienia. Do 31 października 2023 roku Federalna Administracja Lotnictwa zakończyła przegląd bezpieczeństwa.

### Zmiany w stosunku do poprzedniego lotu
Wprowadzone przez SpaceX zmiany w projekcie rakiety Starship w porównaniu z poprzednim lotem obejmują między innymi montaż systemu tłumienia ognia w Super Heavy w celu ograniczenia potencjalnych pożarów, które mogłyby wystąpić w komorze silnika. Inne zmiany obejmują zastosowanie hot-stage'ingu, w którym górny stopień rakiety Starship odpala silniki rakietowe w trakcie separacji, a nie tuż po niej. SpaceX zastąpiło także układy hydrauliczne wykorzystywane do wektororyzacji ciągów silników rakietowych Raptor silnikami elektrycznymi.
Fundamenty platformy startowej znajdującej się w Starbase zostały wzmocnione i naprawione. Na platformie zamontowano i przetestowano deflektor płomienia chroniący platformę przed temperaturą i siłą silników rakietowych startującej rakiety.

## Przebieg lotu
Drugi lot rakiety Starship zakładał start z platformy startowej w Starbase, a następnie wykonanie separacji Boostera 9 z Shipem 25 przy wykorzystaniu metody hot-stage'ingu w której górny stopień rakiety Starship uruchamia silniki rakietowe w trakcie separacji, a nie tuż po niej. Po udanej separacji Ship miał kontynuować lot aby znaleźć się na orbicie transatmosferycznej, a Booster miał wykonać miękkie wodowanie w Zatoce Meksykańskiej. Ship miał następnie wejść w atmosferę i uderzyć w wodę Oceanu Spokojnego w pobliżu Hawajów.
| Czas      | Zdarzenie                                                                    | 18 listopada |
| --------- | ---------------------------------------------------------------------------- | --- |
| −02:00:00 | Dyrektor lotu SpaceX weryfikuje gotowość do załadunku paliwa                 | Sukces |
| −01:37:00 | Tankowanie paliwa do Super Heavy w toku                                      | Sukces |
| −01:17:00 | Tankowanie paliwa do statku kosmicznego Starship w toku                      | Sukces |
| −01:13:00 | Tankowanie utleniacza do statku kosmicznego Starship w toku                  | Sukces |
| −00:19:40 | Chłodzenie silników Super Heavy                                              | Sukces |
| −00:00:10 | Uruchomienie deflektora płomieni                                             | Sukces |
| −00:00:03 | Rozpoczęcie sekwencji zapłonu Super Heavy                                    | Sukces |
| 00:00:02  | Odlot                                                                        | Sukces |
| 00:00:52  | Max Q (moment maksymalnych naprężeń mechanicznych rakiety)                   | Sukces |
| 00:02:39  | Wyłączenie 30 z 33 silników pierwszego stopnia                               | Sukces |
| 00:02:41  | Uruchomienie silników drugiego stopnia co wywołuje separację stopni          | Sukces |
| 00:02:53  | Uruchamianie 10 silników w celu obrotu Boostera, wykonanie manewru boostback | 9/10 silników zostało uruchomionych |
| 00:03:47  | Wyłączenie 13 silników Boostera, koniec manewru boostback                    | Podczas manewru boostback doszło do zablokowania silnikowego filtra ciekłego tlenu, co doprowadziło do eksplozji Boostera                                                                                    |
| 00:06:18  | Pierwszy stopień prototypu osiąga prędkość poniżej prędkości dźwięku         | – |
| 00:06:30  | Zapłon 13 silników Boostera w celu wytracenia prędkości                      | – |
| 00:06:48  | Wyłączenie silników Boostera i wodowanie                                     | – |
| 00:08:33  | Wyłączenie silników Shipa                                                    | 7 minut i 5 sekund po starcie planowane uwolnienie ciekłego tlenu powoduje pożar na pokładzie doprowadzając do utraty łączności oraz wyłączenia wszystkich silników i uruchomienia systemu przerywania lotu. |
| 01:17:21  | Wejście w atmosferę Shipa                                                    | – |
| 01:28:43  | Osiągnięcie prędkość transsonicznej przez Shipa                              | – |
| 01:30:00  | Ship uderza w wodę Oceanu Spokojnego                                         | – |

## Analiza lotu

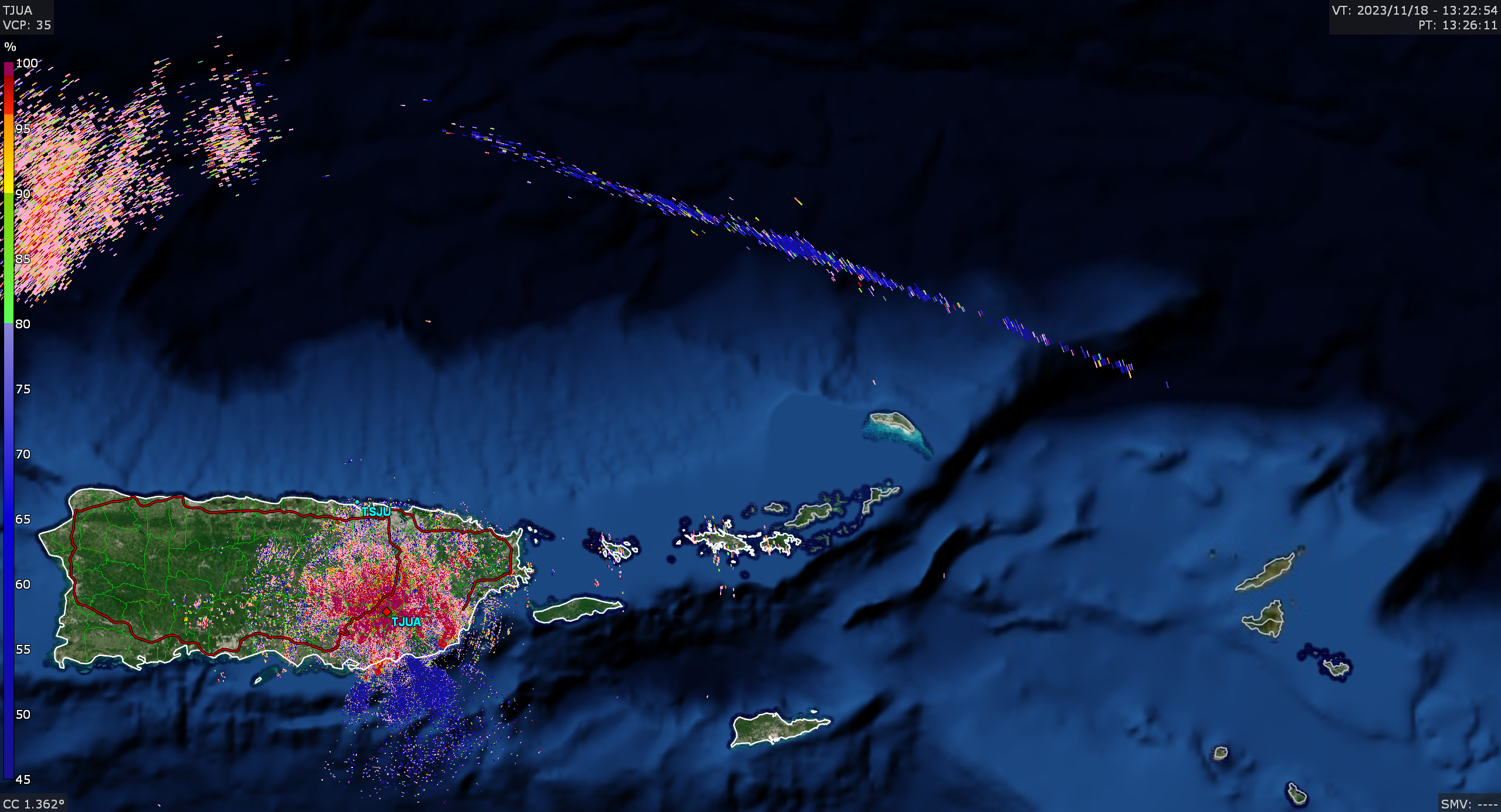
Szczątki statku kosmicznego Ship wchodzące w ziemską atmosferę po eksplozji

11 listopada 2023 roku SpaceX ogłosiło, że start odbędzie się 17 listopada, w oczekiwaniu na ostateczne wydanie zgodny na start przez organy regulacyjne. 14 listopada Fish and Wildlife Service zakończyła przegląd środowiskowy, a Federalna Administracja Lotnictwa wydała zgodę na lot. 16 listopada lot został opóźniony o jeden dzień ze względu na konieczność wymiany siłownika statecznika kratowego w Boosterze.
Ostatecznie start odbył się 18 listopada o godzinie 13:02 UTC. Starship wystartował z platformy startowej znajdującej się w Starbase. Rakieta bez problemów przeleciała punkt Max Q (maksymalnego ciśnienia aerodynamicznego), przeprowadziła pomyślnie separację, uruchamiając sześć silników drugiego stopnia.
Po udanej separacji, Booster rozpoczął manewr boostback, komputery pokładowe wysłały polecenia do 13 silników, aby się uruchomiły. W momencie wykonywania manewru kilka silników zaczęło się wyłączać, a jeden z nich uległ awarii, co doprowadziło do eksplozji Boostera. Ship osiągnął wysokość 148 kilometrów nad powierzchnią Ziemi przy prędkości ~24 000 km/h.
Pod koniec wykonywania manewru umożliwiającego Shipowi znalezienie się na orbicie transatmosferycznej, po ponad ośmiu minutach lotu utracono łączność z komputerem przekazującym dane. SpaceX stwierdziło, że na podstawie danych dotyczących parametrów lotu automatyczna komenada uruchomiła system zakończenia lotu, przez co statek kosmiczny został zniszczony. Według astronoma Jonathana McDowella, w przewidywanym punkcie ponownego wejścia w atmosferę radar pogodowy należący do Narodowej Służby Oceanicznej i Atmosferycznej wykrył szczątki Shipa kilkaset kilometrów na północ od Wysp Dziewiczych.
SpaceX stwierdziło, że najbardziej prawdopodobną przyczyną eksplozji prototypu było zapchanie się silnikowych filtrów ciekłego tlenu, co doprowadziło do utraty ciśnienia w turbopompach silników, co ostatecznie skutkowało całkowitą awarią jednego z silników, który wywołał eksplozję.

## Następstwa
Administrator NASA Bill Nelson złożył gratulacje pracownikom SpaceX, a emerytowany kanadyjski astronauta Chris Hadfield w serwisie społecznościowym X nazwał lot „bardzo udanym lotem testowym”. Ostatecznie SpaceX uznało drugi lot rakiety Starship za sukces. Elon Musk stwierdził później, że dzięki deflektorowi płomienia, stanowisko startowe nie będzie wymagało żadnego remontu podczas trzeciego lotu testowego rakiety Starship.
W grudniu 2023 roku Federalna Komisja Łączności odrzuciła dotację konstelacji satelitarnej Starlink o wysokości 885 milionów dolarów, która miała być przeznaczona na rozwój internetu szerokopasmowego na amerykańskich obszarach wiejskich.
W rakiecie Starship wprowadzono 17 znaczących poprawek, między innymi zastosowano elektryczny system sterowania wektorowania ciągu oraz opóźniono zrzut ciekłego tlenu po wyłączeniu silników w statku kosmicznym Starship.